# Tauere
Tauere è un atollo appartenente all'arcipelago delle Isole Tuamotu nella Polinesia francese. È situato 85 km a nord-ovest dell'atollo di Hao.